# Plouézec
Plouézec (bret. Ploueg-ar-Mor) – miejscowość i gmina we Francji, w regionie Bretania, w departamencie Côtes-d’Armor.
Według danych na rok 1990 gminę zamieszkiwało 3089 osób, a gęstość zaludnienia wynosiła 111 osób/km² (wśród 1269 gmin Bretanii Plouézec plasuje się na 171. miejscu pod względem liczby ludności, natomiast pod względem powierzchni na miejscu 316.).